# Solrød
El municipi de Solrød és un municipi danès situat a l'est de l'illa de Sjælland, a la badia de Køge, abastant una superfície de 40 km². Amb la Reforma Municipal Danesa del 2007 va passar a formar part de la Regió de Sjælland, però no va ser afectat territorialment.
La ciutat més important i la seu administrativa del municipi és Solrød Strand (14.805 habitants el 2009). Altres poblacions del municipi són:
- Havdrup
- Jersie
- Solrød

## Consell municipal
Resultats de les eleccions del 18 de novembre del 2009:
| Partit                      | vots | % vots |
| --------------------------- | ---- | ------ |
| Socialdemokratiet           | 1964 | 18,8   |
| Det Radikale Venstre        | 157  | 1,5    |
| Det Konservative Folkeparti | 648  | 6,2    |
| SolrødListen                | 608  | 5,8    |
| Socialistisk Folkeparti     | 1067 | 10,2   |
| Havdruplisten               | 1052 | 10,1   |
| Dansk Folkeparti            | 829  | 7,9    |
| Venstre                     | 4116 | 39,4   |

### Alcaldes
| Alcalde          | Període               | Partit  |
| ---------------- | --------------------- | ------- |
| Niels Emil Hörup | 1-1-2007 a 31-12-2009 | Venstre |
|                  | 1-1-2010 a 31-12-2013 |         |